# Astragalus parrisii
Astragalus parrisii är en ärtväxtart som beskrevs av Dieter Podlech. Astragalus parrisii ingår i släktet vedlar, och familjen ärtväxter. Inga underarter finns listade i Catalogue of Life.